# Dimitrij Ovtcharov
Dimitrij Ovtcharov (ukr. Дмитро Овчаров, Dmytro Owczarow; ros. Дмитрий Овчаров, Dmitrij Owczarow; ur. 2 września 1988 w Kijowie) – niemiecki tenisista stołowy, pochodzenia ukraińskiego. Zawodnik kadry narodowej i olimpijskiej tenisa stołowego w Niemczech oraz rosyjskiego klubu Gazprom Fakel Orenburg. Od 2004 r. jest sponsorowany przez niemiecką firmę tenisa stołowego Donic. 23 sierpnia 2010 roku został przyłapany na stosowaniu dopingu, za co groziła mu dwuletnia dyskwalifikacja, jednak 15 października 2010 roku został uniewinniony.
- Miejsce w światowym rankingu ITTF: 5. (stan na wrzesień 2018)[4].

## Styl gry
- praworęczny, obustronny atak topspinowy, z nastawieniem na Forehand
- rodzaj trzymania rakietki: europejski

## Sprzęt
- Deska: Donic Ovtcharov Senso Carbon
- Okładziny: Butterfly Tenergy 05, podkład 2,1 mm po obu stronach

## Osiągnięcia
- 2-krotny srebrny medalista Mistrzostw Europy w turnieju drużynowym z reprezentacją Niemiec w 2014, 2015
- 2-krotny mistrz Europy w grze pojedynczej w 2013, 2015
- Brązowy medalista Letnich Igrzysk Olimpijskich w grze pojedynczej w 2012
- Brązowy medalista Mistrzostw Europy w grze podwójnej w 2012
- Srebrny medalista Letnich Igrzysk Olimpijskich w turnieju drużynowym z reprezentacją Niemiec w 2008
- Zwycięzca niemieckiej Bundesligi z drużyną Borussia Düsseldorf w 2008
- Mistrz Niemiec w grze podwójnej w parze z Patrickem Baum w 2008
- dotarcie do półfinału w turnieju Slovenian Open w 2008
- dotarcie do półfinału w turnieju Korea Open w 2008
- 7-krotny mistrz Europy w turnieju drużynowym z reprezentacją Niemiec w 2007, 2008, 2009, 2010, 2011, 2013, 2017
- Srebrny medalista Mistrzostw Niemiec w grze pojedynczej w 2007
- Brązowy medalista Mistrzostw Europy w grze pojedynczej w 2007
- Mistrz Europy Juniorów w grze pojedynczej w 2005
- Zwycięzca Europa Top 12 (2012)
- Zwycięzca turnieju TOP 12 Juniorów w 2005
- Brązowy medalista Mistrzostw Świata Juniorów w grze pojedynczej w 2004
- Tygodnik Time uznał jego nowatorski serw za jedno z odkryć roku 2008[5]